# Памятник медицинским работникам, погибшим в годы Великой Отечественной войны (Донецк)

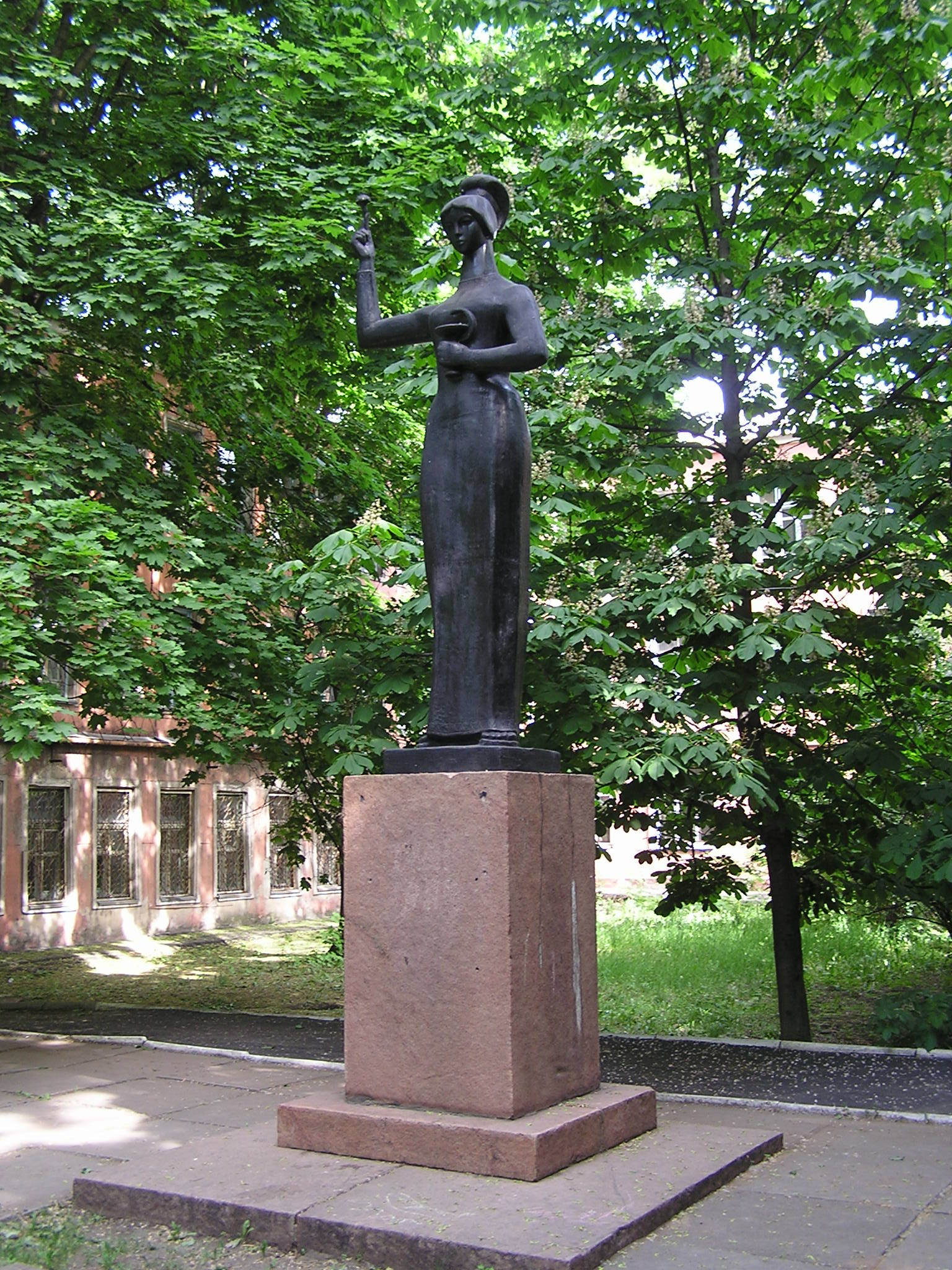
Памятник медицинским работникам, погибшим в годы Великой Отечественной войны

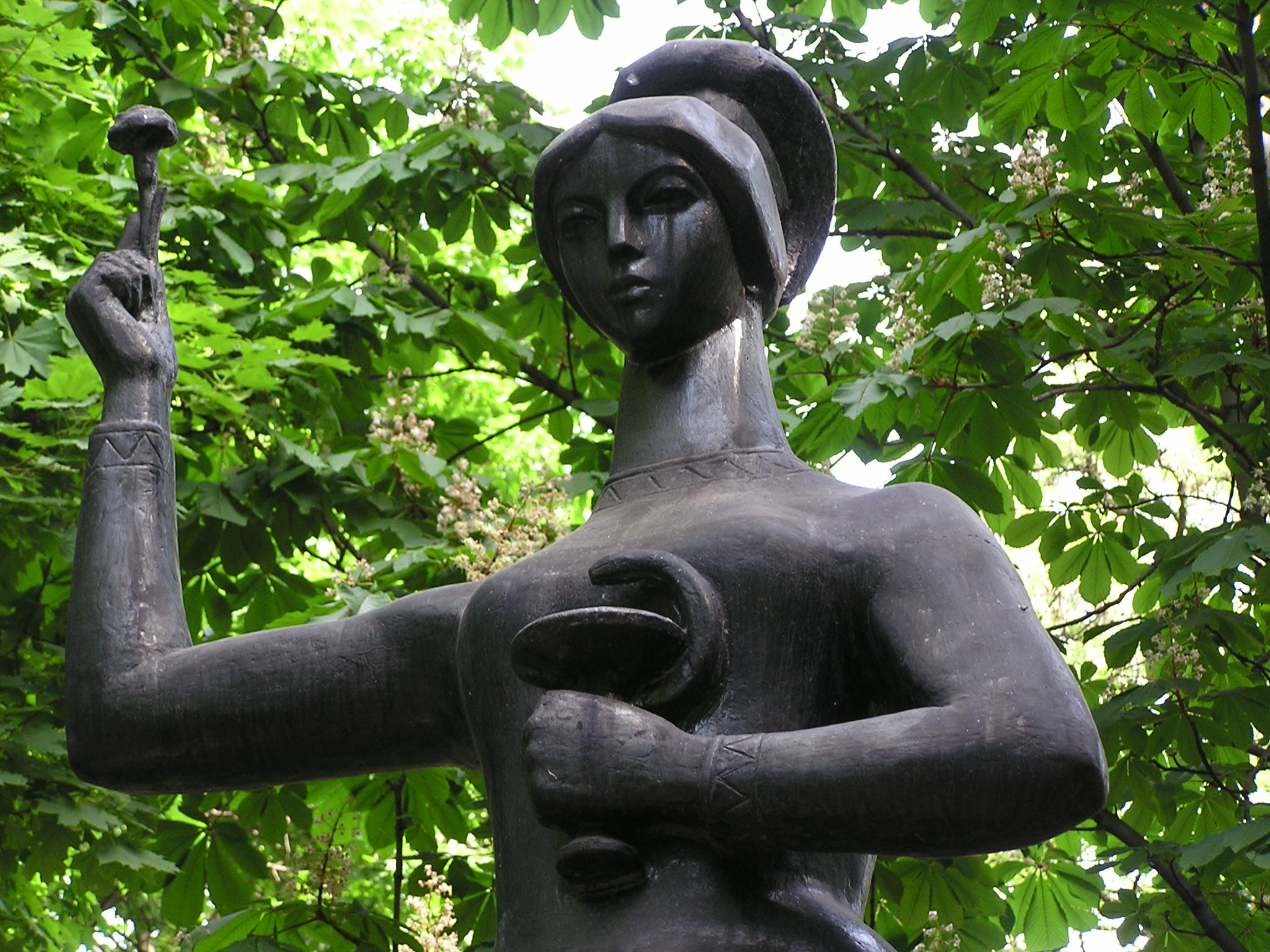
Женщина-жрица

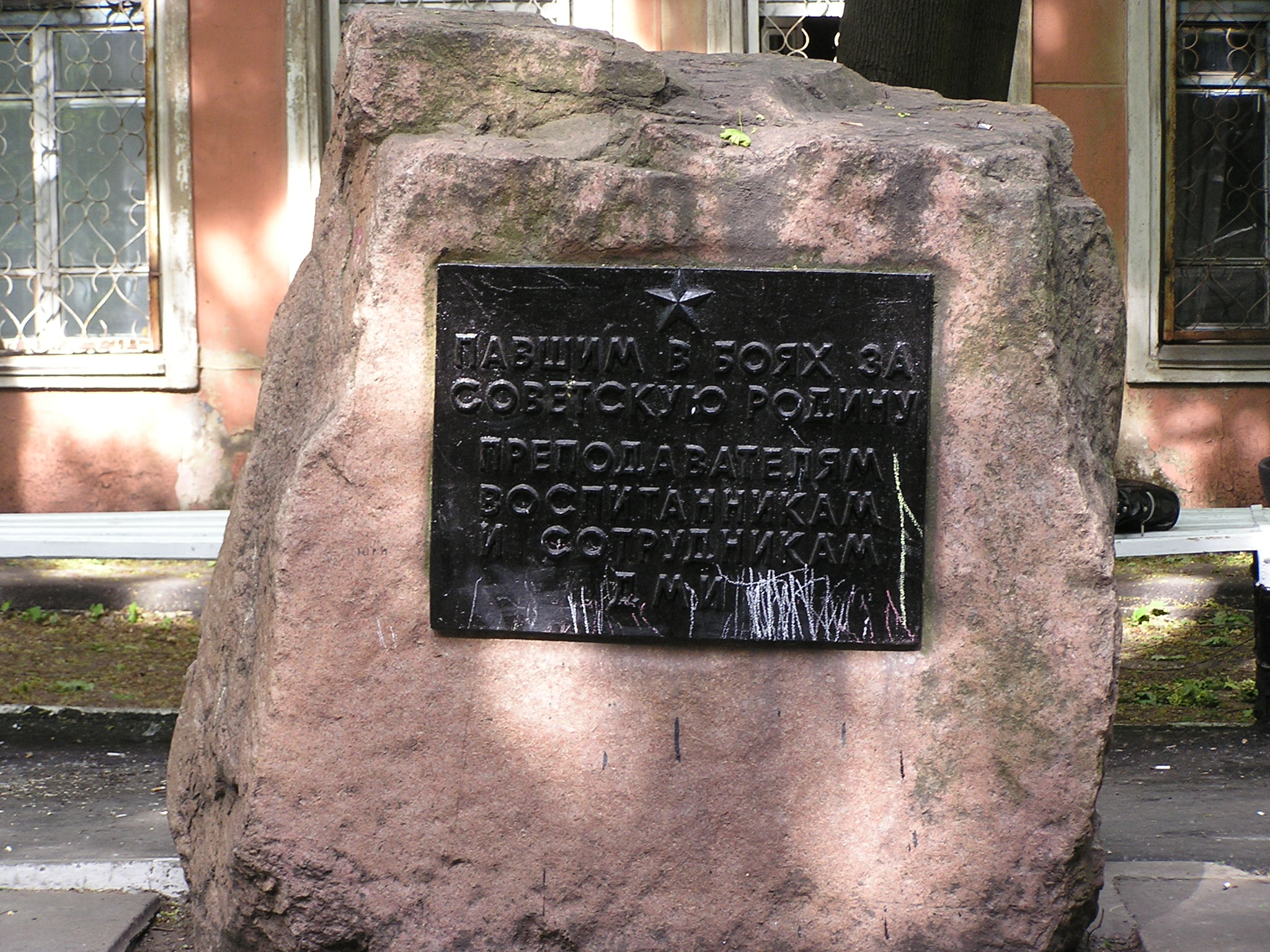
Гранитная глыба с врезанной в неё бронзовой доской

Памятник медицинским работникам, погибшим в годы Великой Отечественной войны (Памятник преподавателям, воспитанникам и сотрудникам Донецкого медицинского института) установлен на территории Донецкого государственного медицинского университета между первым и вторым учебными корпусами. Автор памятника — скульптор Николай Васильевич Ясиненко.
Памятник был установлен 8 мая 1970 года на средства собранные преподавателями, сотрудниками и студентами медицинского университета в 25 годовщину победы в Великой Отечественной войне.
Памятник представляет собой скульптуру стилизованную под древнегреческие изображения. Образ скульптуры символизирует медицину — это женщина-жрица одетая в тунику.
Правая рука фигуры согнута в локте под прямым углом и поднята к небу. В руке цветок гвоздики. Левая рука фигуры прижата к сердцу. В руке чаша Гигиеи (змея-целительница пьёт из чаши мудрости, традиционная эмблема медицины).
Скульптура отлита из бронзы в Центральных ремонтных мастерских комбината «Донецкуголь» и на экспериментальном заводе научно-исследовательского института «ГипроНИСэлектрошахт». Высота скульптуры — три метра. Постамент выполнен из полированного розового гранита, высота — 2,5 метра, длина и ширина — по 1,5 метра. Гранит для постамента привезли из Каранского карьерного управления в Тельмановском районе. Примыкающая к памятнику территория выложена квадратными бетонными плитами.

На лицевой стороне постамента была надпись: «1941 — 1945», у подножия скульптуры была расположена бронзовая плита с надписью: 
Здесь заложена земля, обагрённая кровью советских воинов при защите городов-героев и высоты Саур-Могила
 Плита и цифры из надписи были похищены охотниками за цветным металлом и не восстанавливались.

В трёх метрах от памятника находится полутораметровая гранитная глыба с врезанной в неё бронзовой доской размерами 70 х 80 см, на которой написано: 
Павшим в боях за Советскую Родину преподавателям, воспитанникам и сотрудникам ДМИ
 Глыба входит в комплекс памятника.
В повседневной жизни, студенты Донецкого национального медицинского университета им. М. Горького прозвали памятник и сквер вокруг него - Alma Mater.